# Mike Meinardus
Mike Meinardus é um especialista em efeitos visuais estadunidense. Foi indicado ao Oscar de melhores efeitos visuais na edição de 2018 pelo trabalho na obra Kong: Skull Island.